# Michael Häupl
Michael Häupl (n. 14 septembrie 1949, Altlengbach⁠(d), Austria Inferioară, Austria) este un politician austriac, membru al SPÖ. Din 1994 până în 2018 a fost primarul Vienei. 